# Carey Bell
Carey Bell Harrington (14 de noviembre de 1936 - 6 de mayo de 2007) fue un armonicista, cantante y compositor de blues norteamericano. Se caracterizaba por su particular uso de la armónica cromática y su fraseo atacante y filoso. Participó de la banda de Muddy Waters entre 1970 y 1974. Luego fue miembro estable de la Willie Dixon Band hasta principios de 1980 y más adelante prosiguió como solista, virtualmente por todo el mundo, hasta el fin de sus días, a mediados del año 2007.

## Discografía
- Carey Bell's Blues Harp (1969)
- Last Night (1973)
- Heartaches and Pain (1977)
- Reality Blues (1980) con Louisiana Red
- Goin' on Main Street (1982)
- Son of a Gun (1983)
- Boy from Black Bayou (1983) con Louisiana Red
- My Life (1984) con Louisiana Red
- Brothers in Blues  (1985) con Louisiana Red
- Harpslinger (1988)
- Dynasty! (1990)
- Mellow Down Easy (1991)
- Harpmaster (1994)
- Live at 55 (1994) con Louisiana Red
- Deep Down (1995)
- Dynasty! (1996)
- Good Luck Man (1997)
- Second Nature (2004)
- Bad Case of the Blues (2004) con Louisiana Red

- Datos: Q1035944
- Multimedia: Carey Bell / Q1035944